# Relaciones Guatemala-Uzbekistán
Las relaciones Guatemala-Uzbekistán son las relaciones internacionales entre Uzbekistán y Guatemala. Los dos países establecieron relaciones diplomáticas entre sí el 9 de febrero de 2007. Ambos países tienen a sus embajadores concurrentes en Nueva York.

## Relaciones diplomáticas
Uzbekistán es uno de los países que deben procesar una visa guatemalteca en las Representaciones Diplomáticas, Embajadas o Consulares de Guatemala en el extranjero.
Se espera que en los próximos años, Guatemala inicie comercio con Uzbekistán.